# طاقة مميزة
في الديناميكا المدارية، الطاقة المميزة ({\displaystyle C_{3}\,\!}) التي تعد أحد أشكال الطاقة المحددة، هي مقياس للطاقة اللازمة للبعثة بين الكواكب التي تتطلب الوصول إلى سرعة مدارية أكبر من سرعة الإفلات اللازمة لإجراء مناورات مدارية إضافية. وتعد وحدة الطاقة المميزة هي كيلومتر2s−2.
يمكن حساب الطاقة المميزة على النحو التالي:
{\displaystyle C_{3}=v_{\infty }^{2}\,\!}
حيث تكون {\displaystyle v_{\infty }} هي السرعة المدارية عندما تميل المسافة المدارية إلى ما لا نهاية. يُلاحظ أنه، حيث أن الطاقة الحركية عبارة عن {\displaystyle {\tfrac {1}{2}}mv^{2}}، فإن C3 في الواقع تساوي ضعف حجم الطاقة المدارية المحددة ({\displaystyle \epsilon }) للعنصر الهارب.

## المسار القطعي المكافئ
فيما يتعلق بمركبة فضائية تترك الجسم المركزي (مثل الأرض) في المسار القطعي المكافئ:
{\displaystyle C_{3}=0\,}

## المسار القطعي الزائد
وفيما يتعلق بمركبة فضائية تترك الجسم المركزي في المسار القطعي الزائد:
{\displaystyle C_{3}={\mu  \over {a}}\,}
حيث
{\displaystyle \mu \,} هي معامل الجاذبية القياسي،
{\displaystyle a\,} هو طول نصف المحور الرئيسي للـقطع الزائد الخاص بـالمدار.